# Dominicani
I dominicani (in spagnolo dominicanos) sono insieme ai loro discendenti emigrati, i cittadini della Repubblica Dominicana. Storicamente il termine era utilizzato per riferirsi agli abitanti della Capitaneria generale di Santo Domingo, la prima colonia spagnola in America. Le origini della Repubblica Dominicana, del suo popolo e della sua cultura poggiano prevalentemente su base europea, con influenze africane e taíno.
La maggior parte di loro risiede nella nazione, sebbene esista anche una diaspora, principalmente negli Stati Uniti e in Spagna. La popolazione totale nazionale nel 2016 è stata stimata dall'Ufficio Nazionale di Statistica del paese in 10,2 milioni, di cui 9,3 milioni sono nativi  e il resto sono di origine straniera. Il paese ha una legge sulla cittadinanza basata sullo Ius sanguinis.

## Origine del nome
In passato la Repubblica Dominicana era detta Santo Domingo, nome della capitale e del suo santo patrono. Per questo motivo i suoi abitanti furono chiamati con quel nome. Quando fu concessa l'indipendenza da Haiti, i patrioti chiamarono il loro nuovo paese con il nome attuale in uso ancora oggi.
Il primo uso documentato della parola si trova in una lettera scritta dal re Filippo IV di Spagna nel 1625 agli abitanti della colonia spagnola. In questa lettera il re si congratula con i suoi abitanti per gli sforzi eroici nel difendere il territorio dall'attacco di una flotta olandese. Questa lettera si trova oggi nell'"Archivio Generale delle Indie" a Siviglia, in Spagna.
Un altro nome che è stato usato per riferirsi ai dominicani è "Quisqueyanos". Nell'inno nazionale, l'autore usa il termine "Quisqueyanos" al posto di dominicani.

## Genetica, ascendenza ed etnia
In un sondaggio del 2022, ai dominicani è stato chiesto di classificarsi etnicamente in base alla loro percezione personale, il 74% si considerava misto (indio 13 45%, mulatto/moreno 25% e meticcio/jabao 2%), il 18% ha risposto bianco e l'8% si è identificato come nero. Inoltre, il 9% ha dichiarato di discendere da europei, il 4% da afro-antillani e il 3% da nordamericani.